# Брошюра
Брошю́ра (фр. brochure, от brocher — «сшивать») — печатное произведение небольшого объёма (в международной практике не менее 5 и не более 48 страниц); одно из средств массовой печатной пропаганды. Выпускаются на общественно-политические, социально-экономические, сельскохозяйственные и другие темы. Первые брошюры появились в эпоху Реформации; особенно большое значение брошюры приобрели в период Великой французской революции. 
Страницы брошюры соединяются между собой ниткой при помощи шитья, скрепкой (скобкой), винтовой проволокой или другим способом. Соединения скобкой могут быть нескольких видов, например: обычное соединение с двумя отверстиями в корешке для каждой скобки; с тремя отверстиями для каждой скобки (при этом соединении скобка вставляется в крайние отверстия, а концы скобки загибаются и заводятся в третье центральное отверстие, поэтому концы скобок не царапают).
Брошюра-каталог позволяет получить полную информацию о товарах или услугах фирмы с использованием красочных фотографий, детального описания продукта и цены. Исполнение брошюр бывает самым разнообразным — от текстовых брошюр, напечатанных на газетной бумаге до полноцветных, выполненных в превосходном качестве.
Брошюра вмещает значительно большее количество информации, чем листовка или буклет.

## Определение согласно ГОСТ 7.60-2003
Постановлением Государственного комитета Российской Федерации по стандартизации и метрологии от 25 ноября 2003 г. № 331-ст межгосударственный стандарт ГОСТ 7.60-2003 введен в действие непосредственно в качестве национального стандарта Российской Федерации с 1 июля 2004 г.
Согласно ГОСТу:
- Брошюра — это книжное издание объемом свыше 4, но не более 48 страниц.
- Книжное издание — это издание в виде блока скрепленных в корешке листов печатного материала любого формата в обложке или переплёте. Под листом печатного материала понимается лист бумаги или её синтетического заменителя, картон, ткань, поверхность которых содержит оттиск.